# Kontagiøs magi
Kontagiøs magi er en teoretisk definition af magi
James Geoge Frazers analyse af magikerens logik fik ham til at konkludere at magiens principper viser sig at være to forskellige fejlanvendelser, hvoraf den ene kaldes kontagiøs magi. Den anden kalder han homoøpatisk magi.
Ordet betyder "smitte", og denne magi bygger på forbindelse af ideer om berøring. Frazer mener, at denne magi begår den fejltagelse at formode, at ting, som en gang har været i kontakt, altid forbliver i kontakt. Magien kan ikke praktiseres alene. Kontagiøs magi formoder, at ting kan påvirke hinanden på afstand ved hjælp af en særlig overensstemmelse gennem et impuls, som sendes fra den ene til den anden.